# Eucologia
L'eucologia è un ramo della teologia cristiana. Essa si occupa delle orazioni ("testi eucologici"), altrimenti dette "preghiere".

## Eucologia e liturgia
L'eucologia è strettamente connessa ad un'altra disciplina teologica, la liturgia. È attraverso i testi eucologici, la Liturgia della Parola e i rituali propri che emergono i temi teologici all'interno della Messa.
Ogni celebrazione valorizza un determinato aspetto cristologico e teologico, rispettando sia l'anno liturgico sia le svariate e molteplici ricorrenze. Citando qualche esempio, troviamo tra i temi teologici il Mistero dell'Eucaristia, l'incarnazione di Dio (Natale), la passione e morte di Gesù Cristo, la risurrezione, lo Spirito Santo, la mariologia — sino a toccare la correlazione tra Dio e l'uomo con temi quali il martirio, la penitenza, la salvezza, la santità ecc.
Più esplicitamente, i testi eucologici sono le orazioni dette "proprie" presenti sia all'interno della Messa che nella Liturgia delle ore. Tali preghiere sono "parti presidenziali", ovvero significa che devono essere recitate o cantate unicamente dal celebrante che presiede il rito.

## Orazioni presidenziali nel Messale Romano
All'interno della Messa di Rito Romano le orazioni presidenziali, ovvero recitate dal sacerdote in quanto presidente dell'assemblea dei credenti, sono:
- La colletta (lat: super populum collectum), o orazione di inizio, che è la preghiera che precede la prima lettura. Il suo sviluppo nasce dal ricordo di qualche azione compiuta da Dio per il suo popolo o da qualche sua caratteristica, e in essa si chiede a Dio di continuare la sua opera. La conclusione della colletta è la formula trinitaria, ossia lunga "Per il nostro Signore Gesù Cristo, tuo Figlio, che è Dio, e vive e regna con te, nell'unità dello Spirito Santo, per tutti i secoli dei secoli", o formule simili.
- La preghiera sulle offerte, che viene recitata dopo il pregate fratelli e anch'essa è inserita nel formulario della messa, anche se, specialmente nei giorni feriali, può essere tratta da un repertorio di preghiere comuni. La conclusione è breve, "per Cristo nostro Signore" oppure "Tu che vivi e regni nei secoli dei secoli". Con questa preghiera il sacerdote associa il popolo nel sacrificio che sta per compiersi.
- La preghiera dopo la comunione, l'ultimo dei testi eucologici. Viene recitata dopo la comunione dei fedeli per chiedere che i doni spirituali ricevuti nella celebrazione portino frutto nella vita quotidiana.

Il prefazio, che precede la preghiera eucaristica,  è un'azione di grazie più elaborata. Inizia con un dialogo fra celebrante e fedeli e prosegue con le parole "è veramente cosa buona e giusta rendere grazie a Te" e sviluppa un argomento del tempo liturgico, della storia della salvezza o del santo che viene celebrato. Nel messale romano ci numerosi prefazi, in modo da mettere pienamente in evidenza i motivi dell’azione di grazie nella Preghiera eucaristica.